# Kluknava
Kluknava – wieś (obec) na Słowacji położona w kraju koszyckim, w powiecie Gelnica. Pierwsze wzmianki o miejscowości pochodzą z roku 1304. 
Według danych z dnia 31 grudnia 2012, wieś zamieszkiwało 1609 osób, w tym 806 kobiet i 803 mężczyzn.
W 2001 roku pod względem narodowości i przynależności etnicznej 99,52% mieszkańców stanowili Słowacy, a 0,18% Czesi.
Ze względu na wyznawaną religię struktura mieszkańców kształtowała się w 2001 roku następująco:
- Katolicy rzymscy – 96,55%
- Grekokatolicy – 0,3%
- Ewangelicy – 0,42%
- Prawosławni – 0,12%
- Ateiści – 1,37%
- Nie podano – 0,89%